# 강시: 리거모티스
《강시: 리거모티스》(殭屍: Rigor Mortis)는 2013년에 개봉한 공포 영화이다. 주노 막이 감독을 맡았으며, 옹자광과 양례언, 주노 막이 각본을 맡았다. 전소호, 후이잉훙, 바오치징, 진우, 노해붕, 오요한이 출연한다.

## 출연
- 전소호 - 전소호
- 후이잉훙 - 양봉
- 바오치징 - 매씨 아줌마
- 진우 - 우
- 노해붕 - 연씨 아저씨
- 오요한 - 동씨 아저씨
- 종발 - 구씨 아저씨
- 누남광 - 식당 아저씨
- 하광예 - 백
- 하건민 - 쌍둥이 1
- 하강민 - 쌍둥이 2
- 증파 - 식당 아줌마
- 고준문 - 양봉의 남편
- 임혜천 - 소호 아내
- 유택신 - 소호 아들
- 풍국성 - 우 아버지
- 노패겸 - 어린 우